# Planegger Straße 27

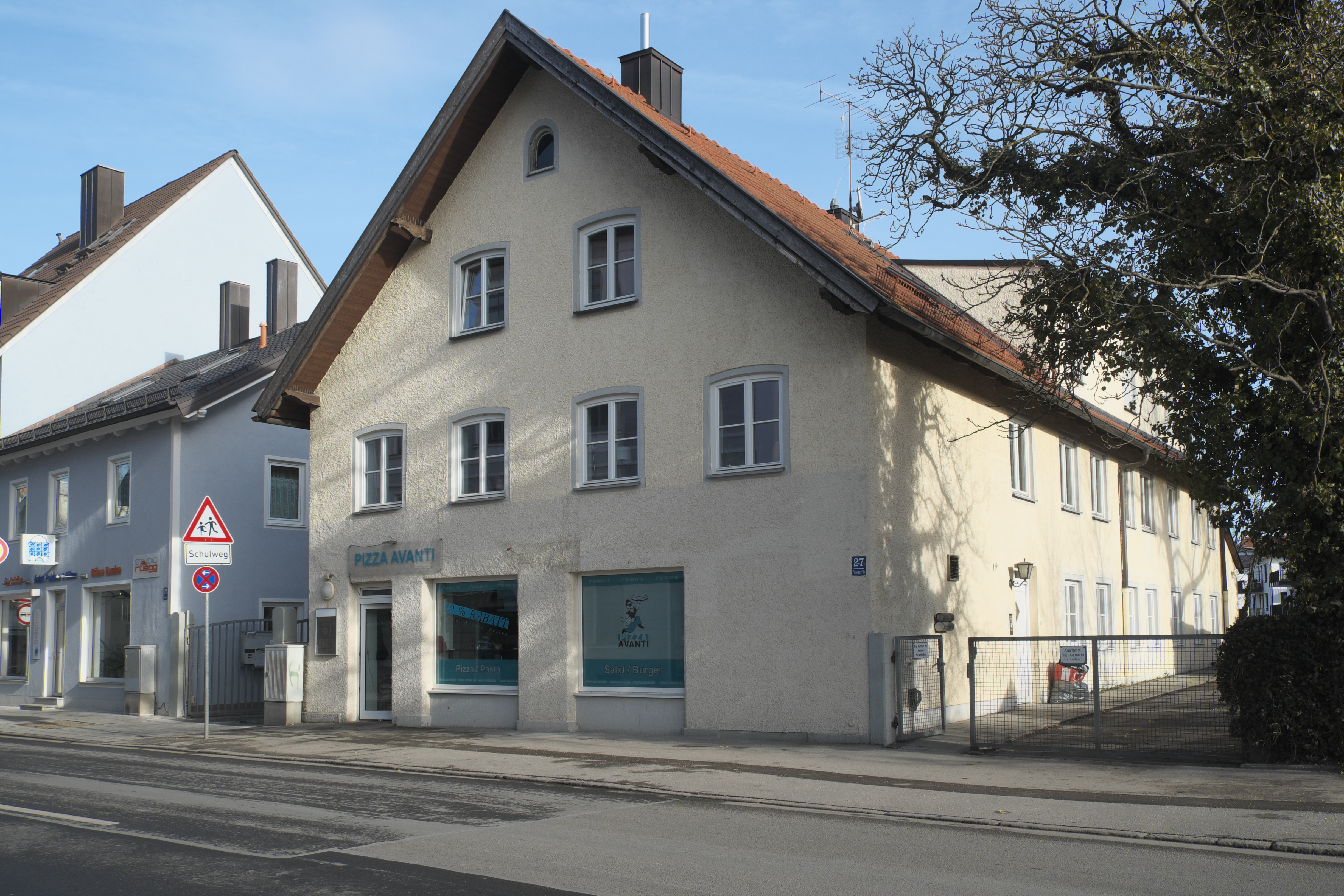
Haus Planegger Straße 27 im Stadtteil Pasing von München (2020)

Das Gebäude Planegger Straße 27 im Stadtteil Pasing der bayerischen Landeshauptstadt München wurde im 19. Jahrhundert errichtet. Das ehemalige Bauernhaus an der Planegger Straße ist ein geschütztes Baudenkmal.
Der zweigeschossige Satteldachbau, jetzt Wohn- und Geschäftshaus, wurde stark verändert. Das Anwesen gehört zum Ensemble ehemaliger Ortskern Pasing.